# Bashkim Kadrii
Bashkim Kadrii (Koppenhága, 1991. július 9. –) dán válogatott labdarúgó, az Odense csatárja.

## Pályafutása

### Klubcsapatokban
Kadrii az ifjúsági pályafutását a Boldklubben akadémiájánál kezdte. 
2008-ban mutatkozott be a harmadosztályban szereplő Boldklubben felnőtt csapatában, ahol egyből az első szezonban megszerezte a gólkirályi címet. 2009 végén a dán média arról írt, hogy az OB és a Dortmund is érdeklődött a fiatal támadó iránt. Kadrii az OB mellett döntött, és 2010 közepén négyéves szerződést írt alá az klubbal. Miután az OB szeptember 13-án menesztette Lars Olsen vezetőedzőt, Viggo Jensen segédedzőt és Kim Brink sportigazgatót, Bashkim Kadrii három nappal később, a Getafe elleni Európa-liga-mérkőzésen debütálhatott a felnőttek között, amelyet az OB 2–1-re elvesztett. Első mesterhármasát 2011. december 5-én, a SønderjyskE ellen 4–0-ra megnyert ligamérkőzésen szerezte.
2014 nyarán négy éves szerződést kötött a Københavnnal, ahol a 9-es mezszámot kapta. Kadrii szerezte a győztes gólt a rivális klubnak számító Brøndby ellen 1–0-ra megnyert mérkőzésen.
Egy fél idényt kölcsönjátékosként az amerikai Minnesota United együttesénél szerepelt. A szezon másik felét a Randersnél töltötte szintén kölcsönben. 2018 és 2020 között újra az Odense csatára volt.
2020. január 27-én a szaúd-arábiai el-Fateh-hez igazolt, ahol mindössze egy szezont játszott, mielőtt 2021. február 9-én visszatért az Odensehez. A klubbal négy éves szerződést kötött, amely így 2024 év végéig szól.

### A válogatottban
A dán U21-es válogatottal részt vett a 2011-es U21-es labdarúgó-Európa-bajnokságon, ahol egy gólt is szerzett.
2011-ben debütált a dán válogatottba. Első és egyetlen mérkőzése a Skócia elleni barátságos volt.

## Statisztikák
2023. március 10. szerint

| Klub                          | Szezon   | Osztály          | Bajnokság | Bajnokság | Kupa  | Kupa | Nemzetközi | Nemzetközi | Összesen | Összesen |
| Klub                          | Szezon   | Osztály          | Meccs     | Gól       | Meccs | Gól  | Meccs      | Gól        | Meccs    | Gól      |
| ----------------------------- | -------- | ---------------- | --------- | --------- | ----- | ---- | ---------- | ---------- | -------- | -------- |
| Odense                        | 2010–11  | Danish Superliga | 21        | 1         | 0     | 0    | 6          | 0          | 27       | 1        |
| Odense                        | 2011–12  | Danish Superliga | 30        | 6         | 0     | 0    | 8          | 1          | 38       | 7        |
| Odense                        | 2012–13  | Danish Superliga | 32        | 5         | 0     | 0    | 0          | 0          | 32       | 5        |
| Odense                        | 2011–12  | Danish Superliga | 12        | 5         | 0     | 0    | 0          | 0          | 12       | 5        |
| Odense                        | Összesen | Összesen         | 68        | 17        | 0     | 0    | 14         | 1          | 82       | 18       |
| København                     | 2014–15  | Danish Superliga | 8         | 2         | 0     | 0    | 6          | 1          | 14       | 3        |
| København                     | 2015–16  | Danish Superliga | 18        | 1         | 2     | 0    | 0          | 0          | 20       | 1        |
| København                     | 2016–17  | Danish Superliga | 1         | 0         | 0     | 0    | 2          | 0          | 3        | 0        |
| København                     | 2018–19  | Danish Superliga | 0         | 0         | 0     | 0    | 1          | 0          | 1        | 0        |
| København                     | Összesen | Összesen         | 27        | 3         | 2     | 0    | 9          | 1          | 38       | 4        |
| Minnesota United (kölcsönben) | 2017     | MLS              | 11        | 0         | 1     | 0    | —          | —          | 12       | 0        |
| Randers (kölcsönben)          | 2017–18  | Danish Superliga | 26        | 7         | 2     | 0    | —          | —          | 28       | 7        |
| Odense                        | 2018–19  | Danish Superliga | 27        | 10        | 3     | 1    | —          | —          | 30       | 11       |
| Odense                        | 2019–20  | Danish Superliga | 20        | 10        | 2     | 0    | —          | —          | 22       | 10       |
| Odense                        | Összesen | Összesen         | 47        | 20        | 5     | 1    | 0          | 0          | 52       | 21       |
| el-Fateh                      | 2019–20  | Pro League       | 14        | 2         | 0     | 0    | —          | —          | 14       | 2        |
| Odense                        | 2020–21  | Danish Superliga | 14        | 6         | 1     | 0    | —          | —          | 15       | 6        |
| Odense                        | 2021–22  | Danish Superliga | 28        | 1         | 8     | 2    | —          | —          | 36       | 3        |
| Odense                        | 2022–23  | Danish Superliga | 16        | 6         | 0     | 0    | —          | —          | 16       | 6        |
| Odense                        | Összesen | Összesen         | 58        | 13        | 9     | 2    | 0          | 0          | 67       | 15       |
| Összesen                      | Összesen | Összesen         | 278       | 62        | 19    | 3    | 23         | 2          | 320      | 67       |

## Sikerei, díjai
København
- Danish Superliga
  - Bajnok: 2015–16

- Danish Cup
  - Győztes: 2014–15, 2015–16